# 奢侈品博覽會
奢侈品博覽會（World Luxury Expo），是一種由國際各大相關組織於各大城市所承辦的國際性有關奢侈品項目的展覽活動，通常承辦的地點多半會選在該城市中高檔的知名酒店大廳空間舉行。該盛會通常為期三日，備受來自世界各地的奢侈品公司與訪客的矚目與期待。展覽活動展示著從所有品類中精選的世界性奢侈品牌及奢華服務，吸引著高端客戶及精選VIP貴賓。
每一屆的世界奢侈品博覽會通常會精心甄選合乎一定水準及標準的奢侈品品牌參展商，囊括包括豪宅、別墅、私人會所、SPA、休閒健身、馬術、高爾夫球會、頂級酒店、航空公司、金融理財、移民諮詢、貴族學校、收藏品、藝術品、古玩、寶石、名貴家具、家居裝飾、樂器、服裝服飾、香水、高檔美容、醫療機構、銀行、高端定制珠寶、豪華時尚配飾品牌、手工定製名錶、設計師家居及精緻陳列，美食、名酒、雪茄菸具、娛樂視聽、貴重禮品、頂級轎車及跑車、房車、摩托車、豪華遊艇及遊艇俱樂部、私人飛機和高端電子產品及奢華旅遊行程等在內的各類與奢侈品相關的項目進行展示。所有的參展品牌均必須是奢侈品領域內的權威級典範與楷模，以展示國際上流社會中最優越的品質與領先全球的特殊工藝。

## 承辦城市
- 沙烏地阿拉伯利雅德
- 沙烏地阿拉伯吉达
- 阿联酋阿布扎比
- 阿联酋迪拜
- 多哈
- 巴林麦纳麦
- 印度孟買
- 首爾
- 澳門